# 수리 수카
수리 수카(태국어: สุรีย์ สุขะ, 1982년 7월 27일 ~ )는 태국의 전직 축구 선수로 과거 포지션은 수비수 겸 미드필더였으며 쌍둥이 형제인 수랏 수카 역시 축구 선수로 활동했다.

## 축구인 경력

### 클럽 경력
2001년 프로 무대에 데뷔하였으며 2008년 무앙통 유나이티드에서 150만 밧의 이적료에 프리미어리그 맨체스터 시티에 입단하여 화제가 되었다. 입단 후 취업 비자 발급 문제로 우선 스위스의 그라스호퍼로 임대되었으나 리그 2경기 출전에 그쳤다. 임대 기간 만료 후 맨시티로 복귀한 후에도 취업 비자 문제가 해결이 되지 않자 구단과 결별하였다.
2008년 친정팀 촌부리에 입단하며 고국 무대로 복귀하였다.
2013년 부리람 유나이티드로 이적하였다.

### 국가대표 경력
2007년 아시안컵에 출전하였다.